# Les Laurentides
Les Laurentides (AFI: [(lɛ)loʀɑ̃tid]) son un municipio regional de condado (MRC) de la provincia de Quebec en Canadá. Está ubicado en la región de Laurentides. La capital es Saint-Faustin—Lac-Carré aunque la ciudad más poblada es Sainte-Agathe-des-Monts.

## Geografía

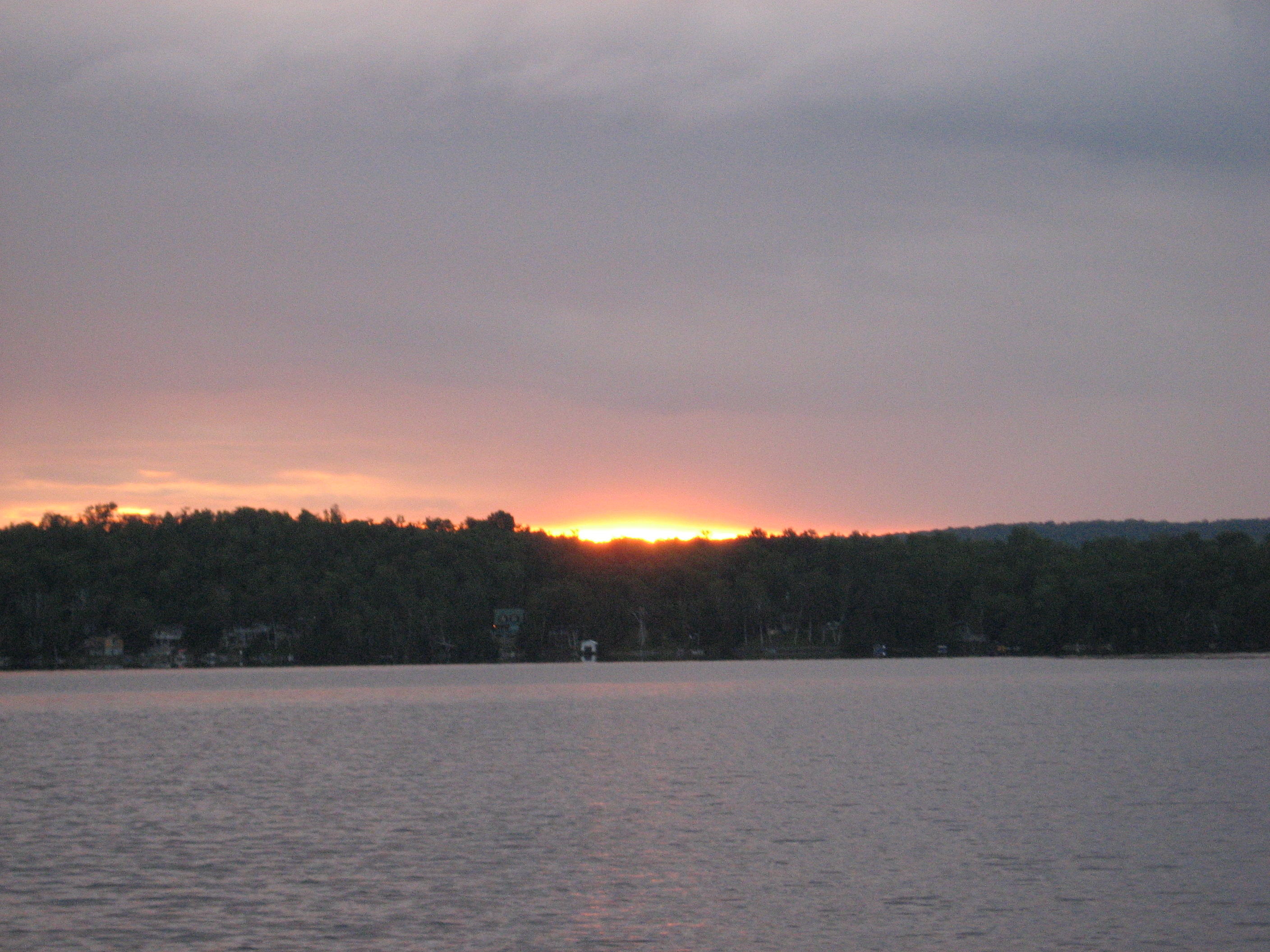
Lago Marie-Louise en La Minerve

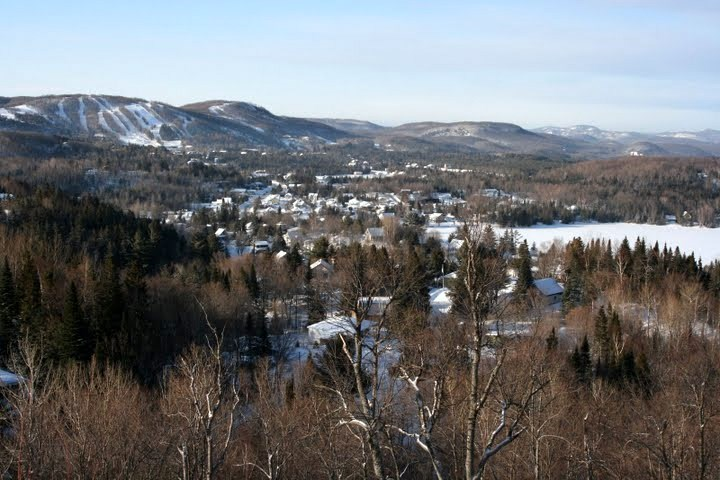
Saint-Faustin Lac-Carré

El MRC de Les laurentides está ubicado en el macizo de los Laurentides, incluyendo el monte Tremblant, por los ríos Rojo y du Diable. Está a 75 kilómetros al noroeste de Montreal. Está ubicado entre los MRC de Antoine-Labelle al noroeste, de Matawinie al noreste, de Les Pays-d'en-Haut al sureste, de Argenteuil al sur y de Papineau al suroeste.

## Historia

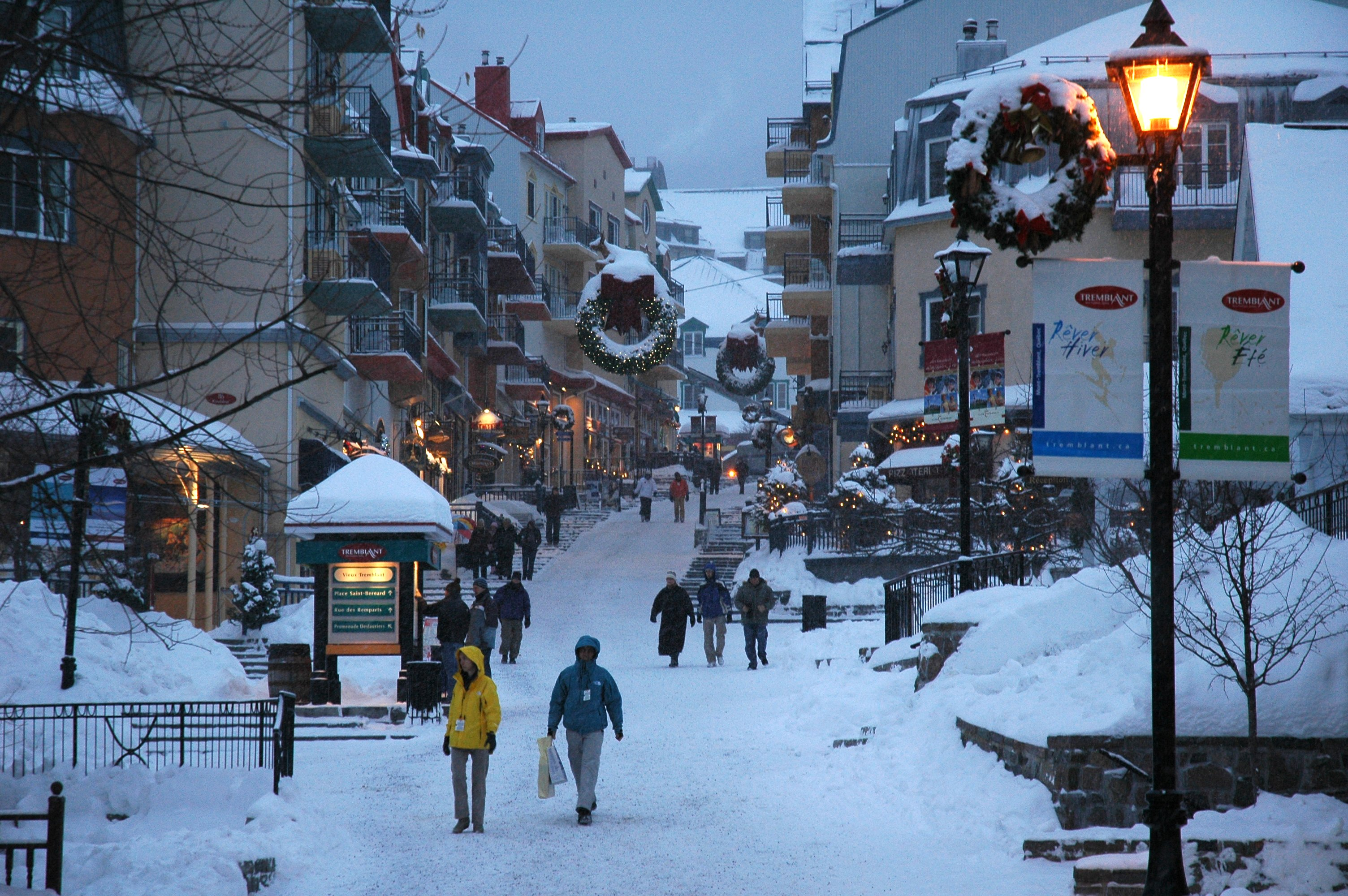
Invierno, pueblo en la estación de esquí Mont Tremblant

El MRC fue creado en 1983 a partir de municipios de los antiguos municipios de condado de Argenteuil, Labelle, Papineau y Terrebonne. El topónimo Laurentides fue adoptado porque fue la manera que la gente de Montreal viniendo a la región para las vacaciones o para el turismo la llamaba, a pesar de que el macizo de los Laurentides Laurentides es un área mucho más grande.

## Política
El MRC hace parte de las circunscripciones electorales de Argenteuil, de Bertrand y de Labelle a nivel provincial y de Laurentides-Labelle a nivel federal.

## Población
Según el Censo de Canadá de 2011, había 45 157 personas residiendo en este MRC con una densidad de población de 18,2 hab./km². El aumento de población fue de 5,3 % entre 2006 y 2011. El número de inmuebles particulares ocupadas por residentes habituales resultó de 20 859 a las cuales se suman 13 000 otros que son segundas residencias.

## Economía
La estructura económica régional se funda sobre el turismo y el veraneo.

## Componentes
Hay 20 municipios en el MRC más la reserva india de Doncaster.
| Código | Nombre                       | Tipo          | Fecha de constitución | Área total (km²) | Área agua (km²) | Área tierra (km²) | Población 2013 | Densidad (hab./km²) |
| ------ | ---------------------------- | ------------- | --------------------- | ---------------- | --------------- | ----------------- | -------------- | ------------------- |
| 78005  | Val-Morin                    | Municipio     | 27.06.1922            | 41,0             | 1,6             | 39,4              | 2822           | 71,6                |
| 78010  | Val-David                    | Pueblo        | 10.05.1921            | 43,9             | 1,1             | 42,8              | 4540           | 106,1               |
| 78015  | Lantier                      | Municipio     | 01.01.1948            | 48,8             | 5,8             | 43,0              | 784            | 18,2                |
| 78020  | Sainte-Lucie-des-Laurentides | Municipio     | 01.01.1874            | 117,2            | 2,8             | 114,4             | 1295           | 11,3                |
| 78032  | Sainte-Agathe-des-Monts      | Ciudad        | 27.02.2002            | 140,9            | 12,1            | 128,8             | 10 260         | 79,7                |
| 78042  | Ivry-sur-le-Lac              | Municipio     | 01.01.2006            | 34,7             | 4,1             | 30,6              | 430            | 14,1                |
| 78047  | Saint-Faustin—Lac-Carré      | Municipio     | 03.01.1996            | 129,3            | 8,0             | 121,3             | 3539           | 29,2                |
| 78050  | Barkmere                     | Ciudad        | 24.03.1926            | 23,7             | 4,8             | 18,9              | 55             | 2,9                 |
| 78055  | Montcalm                     | Municipio     | 06.03.1907            | 129,3            | 12,1            | 117,2             | 630            | 5,4                 |
| 78060  | Arundel                      | Cantón        | 01.01.1878            | 66,9             | 1,8             | 65,1              | 589            | 9,0                 |
| 78065  | Huberdeau                    | Municipio     | 08.06.1926            | 59,5             | 2,8             | 56,7              | 907            | 16,0                |
| 78070  | Amherst                      | Cantón        | 09.03.1887            | 249,4            | 18,2            | 231,2             | 1540           | 6,7                 |
| 78075  | Brébeuf                      | Parroquia     | 04.06.1910            | 37,6             | 1,4             | 36,2              | 1039           | 28,7                |
| 78095  | Lac-Supérieur                | Municipio     | 01.01.1881            | 385,5            | 15,5            | 370,0             | 1936           | 5,2                 |
| 78100  | Val-des-Lacs                 | Municipio     | 06.02.1932            | 131,6            | 6,2             | 125,4             | 752            | 6,0                 |
| 78102  | Mont-Tremblant               | Ciudad        | 22.11.2000            | 248,1            | 13,7            | 234,4             | 9535           | 40,7                |
| 78115  | La Conception                | Municipio     | 01.01.1882            | 140,5            | 11,1            | 129,4             | 1353           | 10,5                |
| 78120  | Labelle                      | Municipio     | 27.01.1973            | 215,3            | 16,5            | 198,8             | 2518           | 12,7                |
| 78127  | Lac-Tremblant-Nord           | Municipio     | 01.01.2006            | 27,4             | 6,6             | 20,8              | 56             | 2,7                 |
| 78130  | La Minerve                   | Municipio     | 30.12.1892            | 328,1            | 50,1            | 278,0             | 1232           | 4,4                 |
| 78802  | Doncaster                    | Reserva india | .                     | .                | .               | 76,1              | .              | .                   |
| 780    | Les Laurentides              | MRC           | 01.01.1983            | 2599,7           | 120,0           | 2478,7            | 45 812'        | 18,5                |